# نيكولوز إيزوريا
نيكولوز إيزوريا (مواليد 31 أغسطس 1985) هو ملاكم جورجي، مثّل بلاده في الألعاب الأولمبية الصيفية في دورتي 2004 و2008.

## روابط خارجية
نيكولوز إيزوريا على موقع بوكس ريك (الإنجليزية) (registration required)
- نيكولوز إيزوريا على موقع اللجنة الأولمبية الدولية (الإنجليزية)
- نيكولوز إيزوريا على موقع أوليمبيديا (الإنجليزية)